# پائولیسی
پائولیسی (به ایتالیایی: Paolisi) یک کومونه در ایتالیا است که در استان بنونتو واقع شده‌است.

## خصوصیات
پائولیسی ۶٫۱ کیلومترمربع مساحت و ۱٬۹۹۰ نفر جمعیت دارد.